# Quirinus van Malmedy

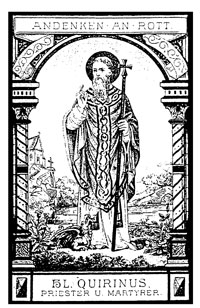
devotieprentje eind 19e eeuw van het Quirinusoctaaf in Roth bij Aken

Quirinus van Malmedy († eerste helft 4e eeuw) was een priester en werd martelaar, waarschijnlijk tijdens de vervolging onder keizer Domitianus. Volgens een 11e-eeuws passieverhaal trok Quirinus met de legendarische bisschop Nicasius van Rouen van Rome naar Gallië. In Gallië missioneerden zij in Vexin. Om die reden wordt Quirinus van Malmedy soms ook wel Quirinus van Vexin of Quirinus van Rouen genoemd. De overlevering noemt Gasny in het huidige departement Eure als de plaats waar Quirinus zou zijn onthoofd.
Het gebeente van Quirinus zou in 872 zijn verheven en nog in dezelfde eeuw naar Malmedy zijn overgebracht, waar de abt Poppo in 1042 het gebeente opnieuw tot het altaar verhief. De heilige Quirinus wordt behalve in Normandië vooral vereerd in de Ardennen en aan de Maas tussen Malmedy en Hoei in het bisdom Luik. Relieken van Sint-Quirinus worden bewaard in de kerk HH. Petrus, Paulus en Quirinus te Malmedy, die in 1920 tot kathedraal van Eupen-Malmedy werd verheven.
Ook vanuit Nederlands Limburg, met name Kerkrade en Wahlwiller in de gemeente Gulpen-Wittem, vonden bedevaarten plaats naar Rott bij Aken. De pastoor van Wahlwiller wilde in zijn eigen kerk een Quirinusverering opstarten en kreeg daartoe in 1907 van het nabijgelegen redemptoristenklooster te Wittem een reliek van Sint-Quirinus. Later bleek dat van een 'verkeerde' Quirinus te zijn; maar dertig jaar later kreeg Wahlwiller alsnog een relikwie van Quirinus van Malmedy. De verering van Quirinus had echter inmiddels al vaste voet gekregen. Na de Tweede Wereldoorlog nam de verering af, maar nog altijd is er in Wahlwiller, evenals in Rott een Quirinusoctaaf in de eerste week van september.